# 瞿昌文
瞿昌文（1629年—？），字壽明，南直隸蘇州府常熟縣人，南明、清初政治人物。

## 生平
永曆年間文淵閣大學士兼兵部尚書瞿式耜之孫。永曆三年（1649年）五月經海路到肇慶，授中書舍人，永曆四年（1650年）十月瞿式耜遣瞿昌文入覲於梧州，改翰林院檢討，永曆四年閏十一月十七日（1651年1月8日）瞿式耜與兵部侍郎張同敞在桂林府臨桂縣疊彩山就義，瞿昌文逃入山中，被清將王陳策搜獲，押赴梧州，得以逃脫，順治十一年（1654年）十月扶瞿式耜櫬歸里。著有《粵行紀事》。